# Comitato nazionale di mobilitazione per porre fine alla guerra in Vietnam
Il Comitato di mobilitazione primaverile per porre fine alla guerra in Vietnam (inglese: Spring Mobilization Committee to End the War in Vietnam), che divenne il Comitato nazionale di mobilitazione per porre fine alla guerra in Vietnam (inglese: National Mobilization Committee to End the War in Vietnam), era una coalizione di attivisti americani contro la guerra formata nel novembre 1966 per organizzare grandi manifestazioni in opposizione alla guerra del Vietnam. L'organizzazione era informalmente conosciuta come "The Mobe".
Tra le persone e le organizzazioni associate alla mobilitazione primaverile per porre fine alla guerra in Vietnam o al Comitato nazionale di mobilitazione per porre fine alla guerra in Vietnam c'erano il Dr. Benjamin Spock e il SANE, Sidney Peck, Eric Weinberger, David Dellinger, Jerry Rubin, James Bevel, Stew Albert, A. J. Muste, Dr. Martin Luther King Jr., Coretta Scott King, Rennie Davis, Karen Wald, Fred Halstead, Bradford Lyttle, Charles Owen Rice, Vietnam Summer, il professore di Cornell Robert Greenblatt (che divenne coordinatore nazionale), e Tom Hayden.